# Szyk okrętów

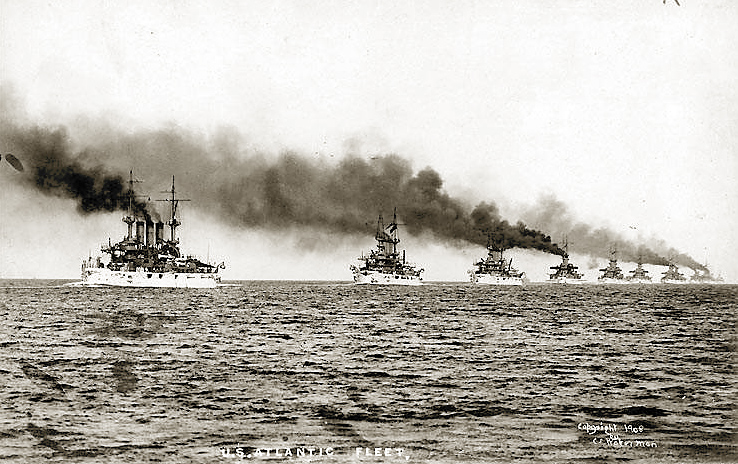
Szyk prosty, marszowy – torowy

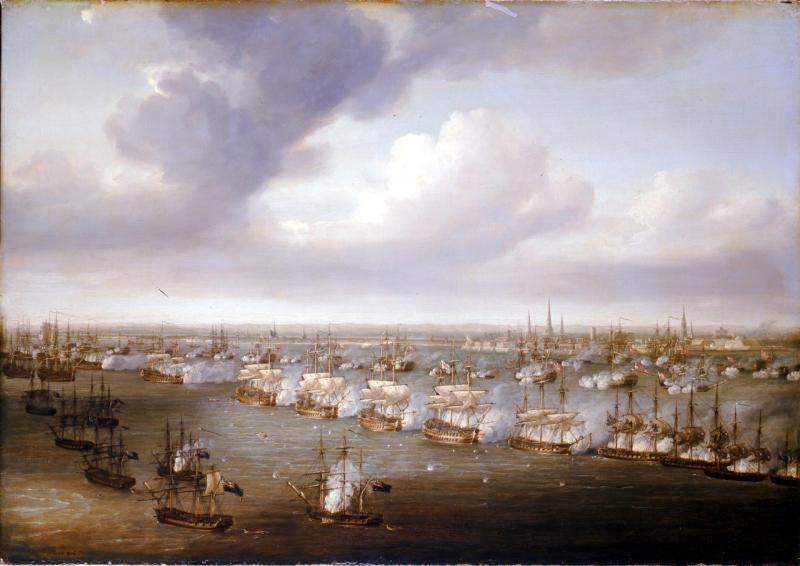
Brytyjskie i duńskie okręty w szyku liniowym podczas Bitwy pod Kopenhagą (1801)

Szyk okrętów – uporządkowane rozmieszczenie okrętów względem okrętu kierunkowego zapewniające dogodność wspólnego manewrowania podczas wykonywania zadań bojowych.

## Rodzaje szyków
Ze względu na rozmieszczenie okrętów wyróżnia się:
- szyk prosty (rozmieszczenie okrętów wzdłuż jednej prostej linii szyku)
  - szyk torowy
  - szyk czołowy
  - szyk namiaru
  - szyk schodami
- szyk złożony (rozmieszczenie okrętów wzdłuż kilku prostych linii szyku)
  - szyk torowy dwiema lub trzema kolumnami[a]
  - szyk czołowy podwójny lub potrójny[b]
  - szyk klina[c]
  - szyk rombu[d]
  - szyk okrężny[e]

Ze względu na przeznaczenie wyróżnia się:
- szyk marszowy
  - szyk torowy
- szyk bojowy
  - szyk liniowy